# Mosfilotí
Mosfilotí (grec moderne : Μοσφιλωτή) est un village de Chypre de plus de 1 342 habitants.